# Anna Bruns
Anna Bruns (* 27. August 1937 als Erika von Bonin; † 19. Januar 2025) war eine Hamburger Politikerin der Grün-Alternativen Liste (GAL).

## Leben und Politik
Die gelernte Soziologin war von 1991 bis 1998 Abgeordnete in der Hamburgischen Bürgerschaft. Sie war für die Fraktion der GAL im Eingabenausschuss, im Ausschuss für Arbeit und Soziales sowie im Ausschuss für die Situation und die Rechte der Ausländer.
Ab der 15. Wahlperiode (1993) war sie stellvertretende Fraktionsvorsitzende. Am 5. Mai 1998 legte Bruns ihr Mandat nieder, da sie die Vorgaben der rot-grünen Partnerschaft „als zu enges Korsett“ empfand. Nachrückerin für sie war Andrea Franken.
Im Jahre 2001 stand Bruns auf der Bürgerschaftsliste für die Wählervereinigung Regenbogen – Für eine neue Linke.